# Mark Tuan
Mark Tuan (hangul: 마크투안; rr: Makeu Tuan; MR: Mak'ŭ Tuan) também conhecido como Tuan Yi-en (hangul: 동의은; hanja: 段宜恩; rr: Dong I-eun; MR: Tong Yi-ŭn; Los Angeles, 4 de setembro de 1993) é um rapper, cantor e compositor estadunidense com ascendência taiwanesa. Ele é popularmente conhecido por ser integrante do grupo GOT7, tendo estreado nele em 2014 através do selo da gravadora JYP Entertainment.

## Biografia
Nascido Mark Yien Tuan em Los Angeles, Califórnia, passando vários anos no Paraguai e no Brasil antes de eventualmente retornar à Califórnia, onde ele cresceu. Ele é de descendência taiwanesa e também tem duas irmãs mais velhas e um irmão mais novo. Ele teve aulas de violino e piano na escola primária, e se mudou para a violão na escola secundária.
Ele frequentou a Arcadia High School em Arcadia, Califórnia. Em 2010, com seus amigos na escola, ele chamou a atenção de um olheiro da JYP Entertainment, que o convidou para as audições. Mark não tinha desejo de seguir uma carreira musical mas foi encorajado por seus amigos e família que disseram ser uma boa oportunidade e, portanto, ele tentou. Ele, subsequentemente, passou na audição e deixou a escola, que ele frequentou até a décima série. Ele se mudou para a Coreia do Sul em agosto de 2010, onde ele aprendeu acrobacias por um ano e artes marciais por dois anos. Aprender a cantar, fazer rap e dançar, e se apresentar no palco como trainee, o inspirou a seguir a vida de idolo e se tornar um cantor.

## Carreira

### 2012-2013: Pre-debut
Em 2012, Mark fez uma participação no programa Dream High 2 como dançarino de fundo ao lado de JB e Jinyoung, que depois se tornaram membros do GOT7 com ele.
Ele apareceu no quarto episódio do reality de sobrevivência de 2013 da Mnet WIN: Who is Next, que apresentou os membros do iKON e do Winner, que na época ainda eram trainees da YG Entertainment. O episódio também incluiu os membros do GOT7 Jackson, BamBam e Yugyeom.

### 2014-2020: Debut e carreira solo
No dia 16 de Janeiro de 2014, Mark Tuan estreou como parte do grupo de K-pop Got7, com o EP Got It? Desde sua estreia, Mark expressou seus objetivos de trabalhar mais duro pra se tornar um cantor-compositor e fazer sua música própria. Mark começou oficialmente a escrever rap e letras para as canções do GOT7 no EP Just Right, com a faixa "Back To Me". Ele contribuiu em peso ao Flight Log: Turbulence, participando no rap e criação de letra em cinco das treze canções incluindo "My Home" e "Let Me". Com o terceiro álbum de estúdio do Got7, Present: You, Mark lançou sua primeira canção solo coreana "OMW" em conjunto com seu membro Jackson. O dia 13 de setembro de 2018 marcou a data de lançamento de "OMW" do primeiro vídeo musical solo de Mark que depois se tornou o primeiro vídeo musical de um idol da JYPE a alcançar um milhão de visualizações na Naver.
No dia 10 de fevereiro de 2018, Mark, junto de seu membro BamBam, realizaram um fan meeting "Project Blur" especial na Tailândia no MCC Hall The Mall Ngamwongwan.
Mark tem demonstrado grande interesse na indústria da moda lançando sua carreira como modelo em revistas da Coreia do Sul, China e Tailândia. Desde o começo de 2017, ele apareceu na Dazed Korea, Ceci Korea, Grazia, Oh! Boy, Arena Homme+, 1st Look, Chicteen, Sudsapda, Stream, Yoho, Firebible, Jstyle, Beijing Youth Weekly, Nylon, Ele,  Allure, Cosmo, The Star, Shinyouth, K-Media, Vogue Korea, GQ Thailand, Sweetdonut, Ginger, Starbox Young, Size, Vogue Thailand, Unnamedideal, Juz! Entertainment, Madame Figaro Mode, etc. Mark se tornou a capa da 200ª edição da revista de caridade coreana The Big Issue, que fornece ajuda para os sem-teto, em março de 2019. Ele também lançou duas coleções de roupas de edição limitada com a Represent em 2018 e 2019 com o nome XCIII, se referindo ao ano de seu nascimento, ajudando na criação e design de cada peça. A segunda coleção, XCIII Evolution, vendeu 40.446 itens, e todos os lucros foram revertidos para a caridade. Depois de atender à Milan Fashion Week 2019 para Ermenegildo Zegna com a GQ Thailand e sua colaboração com Represent, Mark expressou seu desejo de criar sua própria marca. Mark participou de sua primeira capa de revista estadunidense em novembro de 2020 na edição de Changes da Lined.
Na primavera de 2019, ele se juntou ao Jus2 no seu 'Focus' Premiere Showcase in Asia, atuando como MC nas paradas de Macau (7 de abril), Taipei (14 de abril) e Singapura (4 de maio).

#### Atividades na China
A presença crescente de Mark no mercado chinês começou em 2018 atendendo sessões de fotos, eventos e entrevistas. Em janeiro de 2019, o programa de variedades Change Your Life (重量级改变) marcou a primeira aparição na televisão chinesa continental de Mark. No dia 11 de abril de 2019, Mark participou do Weibo Starlight Awards em Hong Kong e venceu o Hot Star Award.
Mark realizou sua primeira série de fan meetings na China, intitulada "On Your Mark", visitando Nanquim, Chengdu e Xangai de 2019 a 2020. No dia 20 de julho de 2019, ele realizou seu primeiro fan meeting solo em Nanquim, China, que vendeu todos os 3000 assentos. Foi relatado que os ingressos para o evento se esgotaram no primeiro minuto. O evento também contou com a assinatura de seu primeiro álbum de fotos, Mark宜夏, que havia sido lançado mais cedo no dia 30 de junho. Ele então continuou com um fanmeeting em Chengdu, China, no mesmo ano, seguido pela parada final em Xangai, China no dia 11 de janeiro de 2020. No dia do último fan meeting, ele lançou seu primeiro single chinês, "Outta My Head", fazendo a estreia oficial como um artista solo. Seu segundo single, intitulado "从未对你说过" ("Never Told You") foi lançado como single de caridade no White Day, mais tarde disponível no Spotify e na Apple Music por meio da Dark Horse Entertainment.  "从未对你说过" foi lançada em colaboração com a China Children's Charity Relief Foundation, e sua parceria também contou com a venda de um sweater em colaboração com a ETET para ajudar as crianças no Condado de Heqing em Iunã.
Promovendo em 4 países (China, Coreia do Sul, Japão e Tailândia), ele teve muitos acordos publicitários pela China e Vivo na Tailândia ao lado do membro do grupo, BamBam. Isso inclui se tornar embaixador na China de Davines (大卫尼斯) em abril de 2019 e da  Mentholatum no dia 27 de maio de 2020 para a Mentholatum Acnes, tendo anteriormente feito publicidade para a Mentholatum's Lip Tiara em dezembro de 2019. Em agosto de 2020, Mark se tornou embaixador da China Unicom, uma grande operadora de telecomunicações na China.
De 15 de junho a 28 de agosto de 2020, Mark apareceu em oito episódios de Huya Super Idol League Season 10 como "Gamer Mark".

### 2021-presente
Em janeiro de 2021, Mark, junto dos outros 6 membros do GOT7, escolheu não renovar seu contrato com a JYP Entertainment. Após sua partida, Mark abriu um canal no YouTube que logo conquistou mais de um milhão de assinantes antes mesmo de postar qualquer conteúdo no canal. No dia 21 de janeiro ele publicou seu primeiro vídeo.
A abertura da companhia de Mark, Mark Tuan Studio (段宜恩工作室), em Pequim, China, foi anunciada no dia 7 de fevereiro com foco em suas atividades e promoções solo na China. No dia 12 de fevereiro, ele lançou seu single "One in a Million", em colaboração com Sanjoy Deb. Um vídeo musical animado, cujo produtor executivo também foi Mark, foi lançado no YouTube no Dia dos Namorados (Dia de São Valentim). Mark é o produtor executivo do vídeo musical de "Encore" do GOT7, lançado no dia 20 de fevereiro.
Uma terceira coleção de roupas em colaboração com a Represent, chamada XC3, foi colocada à venda em 17 de março.

## Vida Pessoal
Crescendo nos Estados Unidos e vindo de família taiwanesa, Mark fala tanto inglês quanto mandarim, assim como coreano e japonês.
Em dezembro de 2018, Mark sofreu uma lesão na perna enquanto praticava truques de artes marciais para a apresentação da JYP Nation e não pode se apresentar no evento ou em programações posteriores, incluindo o fan meeting de quinto aniversário do GOT7, portanto, ele permaneceu sentado na maior parte do concerto.
Mark fornece suporte e doações por meio de seu trabalho, como doações à caridade através de sua coleção de roupas e seu segundo single, "从未对你说过". Em fevereiro de 2020, ele doou para a compra de respiradores durante a Pandemia de COVID-19 em Hubei, China. No dia 31 de maio, Mark doou $7,000 para o George Floyd Memorial Fund e o movimento Black Lives Matter à luz dos acontecimentos nos Estados Unidos. Em Novembro, ele doou $1,500 às vítimas do Tufão Vamco.

## Discografia
2022- The Other Side Albúm
2023- EP/Fallin

### Ost
2021-Never Gonna Come Down (Feat BiBi)
2024-SUPERPOWER ( Feat Natty e Julie Kiss of Life (grupo))Valorant Champions de 2024

### Singles
| Título                               | Ano  | Posição nos charts | Posição nos charts | Álbum            | Vendas        |
| Título                               | Ano  | KOR                | CHN                | Álbum            | Vendas        |
| ------------------------------------ | ---- | ------------------ | ------------------ | ---------------- | ------------- |
| "Outta My Head"                      | 2020 | —                  | —                  | Single sem álbum | CHN: 170,938+ |
| "Never Told You" (从未对你说过)      | 2020 | —                  | —                  | Single sem álbum | CHN: 153,163+ |
| "One in a Million" (with Sanjoy Deb) | 2021 | —                  | —                  | Single sem álbum | —             |
| Right Before Ours Eyes               | 2023 |                    |                    |                  |               |
| High As You                          | 2025 |                    |                    |                  |               |

### Canções creditadas
O crédito de todas as canções, sob Mark (10010921), são adaptados da database da Korea Music Copyright Association, ua menos que indicado de outra forma.
| Ano  | Artista         | Título                        | Álbum                      | Letra     | Letra                                                                        | Música    | Música                                                                       |
| Ano  | Artista         | Título                        | Álbum                      | Creditado | Com                                                                          | Creditado | Com                                                                          |
| ---- | --------------- | ----------------------------- | -------------------------- | --------- | ---------------------------------------------------------------------------- | --------- | ---------------------------------------------------------------------------- |
| 2015 | Got7            | "Back To Me"                  | Just Right                 | Sim       | Yoon Jong-sung, Jang Jung-seok (Sum People), Jackson Wang                    | Não       |                                                                              |
| 2015 | Got7            | "느낌이 좋아 (Feelin' Good) " | Mad: Winter Edition        | Sim       | Chloe, Noday, Jackson                                                        | Não       |                                                                              |
| 2015 | Got7            | "Good"                        | Mad: Winter Edition        | Sim       | E.One, Lee Mansung, Jackson                                                  | Não       |                                                                              |
| 2016 | Got7            | “못하겠어 (Can't)”            | Flight Log: Departure      | Sim       | Park Jin-young (artista)                                                     | Não       |                                                                              |
| 2016 | Got7            | "빛이나 (See the Light)"      | Flight Log: Departure      | Sim       | Yugyeom, BamBam, Frants                                                      | Sim       | Yugyeom, Frants                                                              |
| 2016 | Got7            | "노잼 (No Jam)"               | Flight Log: Turbulence     | Sim       | Yugyeom, BamBam, Frants, Jackson                                             | Sim       | Yugyeom, Frants                                                              |
| 2016 | Got7            | "My Home"                     | Flight Log: Turbulence     | Sim       | earattack                                                                    | Sim       | earattack, LISH                                                              |
| 2016 | Got7            | "만약에 (If)"                 | Flight Log: Turbulence     | Sim       | Primeboi, BamBam                                                             | Não       |                                                                              |
| 2016 | Got7            | "아파 (Sick)"                 | Flight Log: Turbulence     | Sim       | Youngjae, Jackson                                                            | ✔️        | earattack,5$                                                                 |
| 2016 | Got7            | "Let Me"                      | Flight Log: Turbulence     | Sim       | earattack                                                                    | Sim       | earattack, LISH                                                              |
| 2017 | Got7            | "Shopping Mall"               | Flight Log: Arrival        | Sim       | earattack (HeavyMental), Defsoul (JB), Jackson, BamBam                       | ✔️        |                                                                              |
| 2017 | Got7            | "Go Higher"                   | Flight Log: Arrival        | Sim       | earattack (HeavyMental), Defsoul (JB), Jackson, BamBam                       | ✔️        |                                                                              |
| 2017 | Got7            | "Face"                        | 7 for 7                    | Sim       | Lee Woomin 'collapsedone', Mayu Wakisaka, Jackson, BamBam                    | ✔️        |                                                                              |
| 2018 | Got7 Japan      | "2(Two)"                      | The New Era                | Sim       | Jinyoung, Yugyeom, Distract, Secret Weapon, Samuelle Song                    | Sim       | Jinyoung, Yugyeom, Distract, Secret Weapon                                   |
| 2018 | Got7            | "OMW"                         | Present: You               | Sim       | Jackson, Wizil, Boytoy                                                       | Sim       | Jackson, Boytoy                                                              |
| 2018 | Got7            | "Higher"                      | Present: You & Me          | Sim       | Jinyoung                                                                     | ✔️        |                                                                              |
| 2018 | Got7            | "Think About It"              | Present: You & Me          | Sim       | Defsoul (JB), Ars (Youngjae)                                                 | Sim       | Defsoul (JB), Ars (Youngjae), Mirror BOY (220VOLT), Lee Sangchul             |
| 2018 | Got7            | "Nightmare"                   | Single não comercial       | Sim       | Jackson, BamBam                                                              | ✔️        |                                                                              |
| 2019 | Got7            | "God Has Return + Mañana"     | Dye                        | Sim       | Jackson, BamBam                                                              | ✔️        |                                                                              |
| 2020 | 段宜恩 (Mark)   | "Outta My Head"               | Single sem álbum           | Sim       | Distract                                                                     | Sim       | Distract, Secret Weapon                                                      |
| 2020 | Got7            | "Born Ready"                  | Breath of Love: Last Piece | Sim       | earattack                                                                    | Sim       | earattack, gong-do                                                           |
| 2025 | WINTER HEPTAGON | OUT THE DOOR                  | WINTER HEPTAGON            | ✔️        | Wesley Feng / Fletcher Milloy / Mark Tuan / Timothy Tandiyo / Geoffrey Black | ✔️        | Wesley Feng / Fletcher Milloy / Mark Tuan / Timothy Tandiyo / Geoffrey Black |

1. ↑  "Nightmare" foi apresentado no Mnet Asian Music Awards 2018 e no FAn meeting de quinto aniversário do Got7 em janeiro de 2019

## Filmografia

### Dramas
| Ano  | Título       | Papel              | Rede        | Notas                                           | Ref    |
| ---- | ------------ | ------------------ | ----------- | ----------------------------------------------- | ------ |
| 2012 | Dream High 2 | Dançarino de fundo | KBS2        | Aparição especial, episódio 1                   | [ 13 ] |
| 2015 | Dream Knight | Mark               | Youku Tudou | Web série coreano-chinesa da JYPE e Youku Tudou | [ 78 ] |
| 2016 | Sanctuary    | Mark               |             | pequeno filme tailandês                         | [ 79 ] |

### Televisão
| Ano  | Título                          | Emissora | Episódio                |
| ---- | ------------------------------- | -------- | ----------------------- |
| 2013 | Win: Who is Next?               | Mnet     | Episódio 4              |
| 2014 | Star King                       | SBS      | Episódio 358            |
| 2014 | After School Club               | Arirang  | Episódio 41             |
| 2014 | Star King                       | SBS      |                         |
| 2014 | After School Club               | Arirang  |                         |
| 2014 | Weekly Idol                     | MBC      | Episódios 146, 156, 177 |
| 2014 | No Mercy                        | Mnet     |                         |
| 2015 | Idol Star Athetics Championship | MBC      |                         |
| 2015 | After School Club               | Arirang  |                         |
| 2015 | Simply K-pop                    | Arirang  |                         |
| 2015 | Let’s Go Dream Team             | KBS2     |                         |
| 2015 | Weekly Idol                     | MBC      | Episódio 220            |
| 2016 | Twice Private Life              | Mnet     | Episódio 7              |
| 2016 | Simply K-pop                    | Arirang  | Episódios 213 e 214     |
| 2016 | Battle Likes                    | KBS      |                         |
| 2016 | Weekly Idol                     | MBC      | Episódio 263            |
| 2016 | Running Man                     | SBS      | Episódios 316 e 318     |

## Vídeos musicais
| Ano  | Título             | Artista                     | Director                  | Notas                                 |
| ---- | ------------------ | --------------------------- | ------------------------- | ------------------------------------- |
| 2018 | "OMW"              | Got7                        | Naive Creative Production | Canção solo para o álbum Present: You |
| 2020 | "Outta My Head"    | 段宜恩 Mark                 |                           | Lançado no QQ Music                   |
| 2021 | Encore             | GOT7                        | Warner Music Korea        | Ep Encore                             |
| 2021 | "One in a Million" | Mark Tuan (with Sanjoy Deb) |                           | Vídeo musical animado                 |

## Prêmios e indicações
| Ano  | Prêmio                 | Categoria              | Resultado | Ref    |
| ---- | ---------------------- | ---------------------- | --------- | ------ |
| 2019 | Weibo Starlight Awards | Hot Star Award         | Venceu    | [ 40 ] |
| 2024 | Seoul Music Awards     | Prêmio Produtor Global | Venceu    |        |